# Tiszacsege vasútállomás
Tiszacsege vasútállomás Hajdú-Bihar vármegyében található és a MÁV üzemelteti. A személyszállítás szünetel.

## Áthaladó vasútvonalak
A vasútállomást az alábbi vasútvonalak érintik:
- Ohat-Pusztakócs–Görögszállás-vasútvonal

## Kapcsolódó állomások
A vasútállomáshoz a következő állomások vannak a legközelebb:
- Nagymajor megállóhely (Ohat-Pusztakócs–Görögszállás-vasútvonal)
- Kismargita megállóhely (Ohat-Pusztakócs–Görögszállás-vasútvonal)

## Forgalom
A vasútállomáson és az azt érintő vasútvonal egy szakaszán a vasúti forgalom 2009. december 13-a óta szünetel.

## Megközelítése
A vasútállomás Tiszacsege keleti részén helyezkedik el, közúti megközelítését a helyi önkormányzat által üzemeltetett Vasút utca teszi lehetővé.